# 20.ª etapa da Volta a Espanha de 2019
A 20.ª etapa da Volta a Espanha de 2019 teve lugar a 14 de setembro de 2019 entre Arenas de San Pedro e Plataforma de Gredos sobre um percurso de 190,4 km e foi vencida em solitário pelo esloveno Tadej Pogačar da UAE Emirates. O seu compatriota Primož Roglič manteve o maillot vermelho antes de chegar a Madri.

## Classificação da etapa
| \| Classificação por etapas \| Classificação por etapas \| Classificação por etapas \| Classificação por etapas \| Classificação por etapas \| \| Ciclista \| Ciclista \| Equipe \| Tempo \| \| \| ------------------------ \| ------------------------ \| ------------------------ \| ------------------------ \| ------------------------ \| \| 1. \| Tadej Pogačar \| UAE Team Emirates \| 5h16m40s \| \| \| 2. \| Alejandro Valverde \| Movistar Team \| + 1m32s \| \| \| 3. \| Rafał Majka \| Bora-Hansgrohe \| + 1m32s \| \| \| 4. \| Hermann Pernsteiner \| Bahrain-Merida \| + 1m32s \| \| \| 5. \| Primož Roglič \| Team Jumbo-Visma \| + 1m41s \| \| \| 6. \| Sergio Higuita \| EF Education First \| + 1m49s \| \| \| 7. \| Dylan Teuns \| Bahrain-Merida \| + 1m49s \| \| \| 8. \| Nairo Quintana \| Movistar Team \| + 1m56s \| \| \| 9. \| Mikel Nieve \| Mitchelton-Scott \| + 1m59s \| \| \| 10. \| Wilco Kelderman \| Team Sunweb \| + 1m59s \| \| |                     |                    |          |
| |                     |                    |          |
| Fonte: ProCyclingStats |                     |                    |          |
| Classificação por etapas |                     |                    |          |
| Ciclista | Ciclista            | Equipe             | Tempo    |
| 1. | Tadej Pogačar       | UAE Team Emirates  | 5h16m40s |
| 2. | Alejandro Valverde  | Movistar Team      | + 1m32s  |
| 3. | Rafał Majka         | Bora-Hansgrohe     | + 1m32s  |
| 4. | Hermann Pernsteiner | Bahrain-Merida     | + 1m32s  |
| 5. | Primož Roglič       | Team Jumbo-Visma   | + 1m41s  |
| 6. | Sergio Higuita      | EF Education First | + 1m49s  |
| 7. | Dylan Teuns         | Bahrain-Merida     | + 1m49s  |
| 8. | Nairo Quintana      | Movistar Team      | + 1m56s  |
| 9. | Mikel Nieve         | Mitchelton-Scott   | + 1m59s  |
| 10. | Wilco Kelderman     | Team Sunweb        | + 1m59s  |

## Classificações ao final da etapa

### Classificação geral
| \| Classificação geral \| Classificação geral \| Classificação geral \| Classificação geral \| Classificação geral \| \| Ciclista \| Ciclista \| Equipe \| Tempo \| \| \| ------------------- \| ------------------- \| ------------------- \| ------------------- \| ------------------- \| \| 1. \| Primož Roglič \| Team Jumbo-Visma \| 80h18m54s \| \| \| 2. \| Alejandro Valverde \| Movistar Team \| + 2m33s \| \| \| 3. \| Tadej Pogačar \| UAE Team Emirates \| + 2m55s \| \| \| 4. \| Nairo Quintana \| Movistar Team \| + 3m46s \| \| \| 5. \| Miguel Ángel López \| Astana \| + 4m48s \| \| \| 6. \| Rafał Majka \| Bora-Hansgrohe \| + 7m33s \| \| \| 7. \| Wilco Kelderman \| Team Sunweb \| + 10m04s \| \| \| 8. \| Carl Fredrik Hagen \| Lotto-Soudal \| + 12m54s \| \| \| 9. \| Marc Soler \| Movistar Team \| + 22m27s \| \| \| 10. \| Mikel Nieve \| Mitchelton-Scott \| + 22m34s \| \| |                    |                   |           |
| |                    |                   |           |
| Fonte: ProCyclingStats |                    |                   |           |
| Classificação geral |                    |                   |           |
| Ciclista | Ciclista           | Equipe            | Tempo     |
| 1. | Primož Roglič      | Team Jumbo-Visma  | 80h18m54s |
| 2. | Alejandro Valverde | Movistar Team     | + 2m33s   |
| 3. | Tadej Pogačar      | UAE Team Emirates | + 2m55s   |
| 4. | Nairo Quintana     | Movistar Team     | + 3m46s   |
| 5. | Miguel Ángel López | Astana            | + 4m48s   |
| 6. | Rafał Majka        | Bora-Hansgrohe    | + 7m33s   |
| 7. | Wilco Kelderman    | Team Sunweb       | + 10m04s  |
| 8. | Carl Fredrik Hagen | Lotto-Soudal      | + 12m54s  |
| 9. | Marc Soler         | Movistar Team     | + 22m27s  |
| 10. | Mikel Nieve        | Mitchelton-Scott  | + 22m34s  |

### Classificação por pontos
| Classificação por pontos | Classificação por pontos | Classificação por pontos | Classificação por pontos | Classificação por pontos |
| Ciclista                 | Ciclista                 | Equipe                   | Pontos                   |                          |
| ------------------------ | ------------------------ | ------------------------ | ------------------------ | ------------------------ |
| 1.                       | Primož Roglič            | Team Jumbo-Visma         | 155 pts                  |                          |
| 2.                       | Tadej Pogačar            | UAE Team Emirates        | 136 pts                  |                          |
| 3.                       | Alejandro Valverde       | Movistar Team            | 132 pts                  |                          |
| 4.                       | Sam Bennett              | Bora-Hansgrohe           | 114 pts                  |                          |
| 5.                       | Nairo Quintana           | Movistar Team            | 100 pts                  |                          |
| 6.                       | Miguel Ángel López       | Astana                   | 76 pts                   |                          |
| 7.                       | Philippe Gilbert         | Deceuninck-Quick Step    | 73 pts                   |                          |
| 8.                       | Dylan Teuns              | Bahrain-Merida           | 69 pts                   |                          |
| 9.                       | Sergio Higuita           | EF Education First       | 62 pts                   |                          |
| 10.                      | Rafał Majka              | Bora-Hansgrohe           | 62 pts                   |                          |

### Classificação da montanha
| Classificação da montanha | Classificação da montanha | Classificação da montanha     | Classificação da montanha | Classificação da montanha |
| Ciclista                  | Ciclista                  | Equipe                        | Pontos                    |                           |
| ------------------------- | ------------------------- | ----------------------------- | ------------------------- | ------------------------- |
| 1.                        | Geoffrey Bouchard         | AG2R La Mondiale              | 76 pts                    |                           |
| 2.                        | Ángel Madrazo             | Burgos-BH                     | 44 pts                    |                           |
| 3.                        | Sergio Samitier           | Euskadi Basque Country-Murias | 42 pts                    |                           |
| 4.                        | Tadej Pogačar             | UAE Team Emirates             | 38 pts                    |                           |
| 5.                        | Tao Geoghegan Hart        | Team Ineos                    | 35 pts                    |                           |
| 6.                        | Wout Poels                | Team Ineos                    | 31 pts                    |                           |
| 7.                        | Alejandro Valverde        | Movistar Team                 | 29 pts                    |                           |
| 8.                        | Sergio Henao              | UAE Team Emirates             | 27 pts                    |                           |
| 9.                        | Jakob Fuglsang            | Astana                        | 24 pts                    |                           |
| 10.                       | Mikel Bizkarra            | Euskadi Basque Country-Murias | 22 pts                    |                           |

### Classificação dos jovens
| Classificação dos jovens | Classificação dos jovens     | Classificação dos jovens      | Classificação dos jovens | Classificação dos jovens |
| Ciclista                 | Ciclista                     | Equipe                        | Tempo                    |                          |
| ------------------------ | ---------------------------- | ----------------------------- | ------------------------ | ------------------------ |
| 1.                       | Tadej Pogačar                | UAE Team Emirates             | 80h21m49s                |                          |
| 2.                       | Miguel Ángel López           | Astana                        | + 1m53s                  |                          |
| 3.                       | James Knox                   | Deceuninck-Quick Step         | + 20m00s                 |                          |
| 4.                       | Sergio Higuita               | EF Education First            | + 29m22s                 |                          |
| 5.                       | Ruben Guerreiro              | Katusha-Alpecin               | + 39m10s                 |                          |
| 6.                       | Tao Geoghegan Hart           | Team Ineos                    | + 1h00m48s               |                          |
| 7.                       | Kilian Frankiny              | Groupama-FDJ                  | + 1h08m47s               |                          |
| 8.                       | Óscar Rodríguez Garaicoechea | Euskadi Basque Country-Murias | + 1h10m19s               |                          |
| 9.                       | Ben O'Connor                 | Dimension Data                | + 1h22m58s               |                          |
| 10.                      | Sepp Kuss                    | Team Jumbo-Visma              | + 1h32m38s               |                          |

### Classificação por equipas
| Classificação por equipes | Classificação por equipes     | Classificação por equipes | Classificação por equipes |
| Equipe                    | Equipe                        | Tempo                     |                           |
| ------------------------- | ----------------------------- | ------------------------- | ------------------------- |
| 1.                        | Movistar Team                 | 240h01m24s                |                           |
| 2.                        | Astana                        | + 51m38s                  |                           |
| 3.                        | Team Jumbo-Visma              | + 2h03m42s                |                           |
| 4.                        | Mitchelton-Scott              | + 2h26m47s                |                           |
| 5.                        | AG2R La Mondiale              | + 3h14m09s                |                           |
| 6.                        | Team Sunweb                   | + 3h20m01s                |                           |
| 7.                        | Euskadi Basque Country-Murias | + 3h38m55s                |                           |
| 8.                        | Bahrain-Merida                | + 3h45m14s                |                           |
| 9.                        | Dimension Data                | + 3h55m52s                |                           |
| 10.                       | Ineos                         | + 4h00m34s                |                           |

## Abandonos
- Jean-Pierre Drucker, devido a uma queda sofrida no dia anterior, não tomou a saída.[2]